# Paryphoconus latipennis
Paryphoconus latipennis är en tvåvingeart som beskrevs av Gustavo R. Spinelli och Wirth 1984. Paryphoconus latipennis ingår i släktet Paryphoconus och familjen svidknott.
Artens utbredningsområde är Colombia. Inga underarter finns listade i Catalogue of Life.